# Lālom
Lālom (persiska: لالم) är en ort i Iran.   Den ligger i provinsen Gilan, i den nordvästra delen av landet, 270 km nordväst om huvudstaden Teheran. Antalet invånare är 418.
Terrängen runt Lālom är platt. Runt Lālom är det tätbefolkat, med 493 invånare per kvadratkilometer. Närmaste större samhälle är Ziabar, 2,7 km öster om Lālom. Trakten runt Lālom består till största delen av jordbruksmark.